# Ammophila punti
Ammophila punti är en biart som beskrevs av Guichard 1988. Ammophila punti ingår i släktet Ammophila och familjen grävsteklar. Inga underarter finns listade i Catalogue of Life.